# Goldene Freiheit
Die Goldene Freiheit (Polnisch Złota Wolność, Latein Aurea Libertas) war ein Begriff aus der Zeit der polnisch-litauischen Adelsrepublik, der sich auf ein in Europa einzigartiges aristokratisch-politisches System im Königreich Polen und später, nach der Union von Lublin 1569, in Polen-Litauen (Rzeczpospolita Korony Polskiej i Wielkiego Księstwa Litewskiego) bezieht.
Dieses System – in Polen Szlachcic genannt – sicherte jedem Adeligen außerordentliche Rechte und Privilegien zu. Jeder Adelige war einem anderen, auch dem Magnaten, rechtlich ebenbürtig (Ebenbürtigkeitsprinzip). Der polnisch-litauische Adel kontrollierte die Legislative im Sejm, dem polnischen Parlament, und hatte ein Stimmrecht bei der Wahl der polnisch-litauischen Wahlkönige. 
Rechte und Privilegien beinhalteten unter anderem:
- Ebenbürtigkeit des Adels
- persönliche Immunität
- Steuerfreiheit
- Mitsprache des Sejms beim Erlass neuer Gesetze
- Liberum Veto
- Wahlfreiheit bei Königswahl
- Widerstandsrecht gegen den König

Negative Folgen der Goldenen Freiheit waren unter anderem:
- Korruption
- Bestechlichkeit
- Vetternwirtschaft

Die Goldene Freiheit unterschied Polen von anderen Ländern in Europa und war eine einzigartige Ausnahme in einem vor allem seit dem 17. Jahrhundert durch Absolutismus geprägten europäischen Kontinent, die jedoch in Polen-Litauen nur auf die Szlachta begrenzt war. Die sukzessive Ausdehnung der Goldenen Freiheit durch den Adel resultierte in der Schwächung der Königsgewalt (der polnische Adel untergrub durch seine häufige Opposition gegen den König dessen Autorität), eine Schwäche, die den mächtiger werdenden Nachbarn die Möglichkeit gab, sich in das politische System Polen-Litauens einzumischen, den Staat mittels Liberum Veto zu paralysieren, um ihn schließlich, durch Verhinderung von Reformen, am Ende aufzulösen und unter sich zu verteilen.